# Nuits rouges
Nuits Rouges és una pel·lícula de thriller franco-italiana de 1974 dirigida per Georges Franju. La pel·lícula es va estrenar als EUA. en una versió doblada a l'anglès per New Line Cinema sota el títol Shadowman el 1975.

## Sinopsi
El Sr. de Borrego, un especialista en l'Orde del Temple, és traït pel seu servent, que lliura informació sobre la seva investigació al misteriós home sense rostre, líder d'un grup que utilitza com a assassins persones amb mort cerebral. Ha estat assassinat. El seu nebot, Paul, lluita contra aquests delinqüents amb l'ajuda del comissari Sorbier, la seva promesa Martine i el detectiu Séraphin.

## Repartiment
- Gayle Hunnicutt com a La femme
- Jacques Champreux com a L'homme sans visage
- Josephine Chaplin com a Martine Leduc
- Ugo Pagliai com a Paul de Borrego
- Gert Froebe com a Le commissaire Sorbier

## Producció
Nuits rouges es va rodar l'any 1973. La pel·lícula és una versió cinematogràfica de 100 minuts d'una pel·lícula originalment encarregada per a la televisió, L'Homme sans visage El pressupost de la pel·lícula era tan modest que Franju va haver de filmar tots els interiors de la pel·lícula a un conjunt d'estudi.

## Alliberament
Nuits rouges es va estrenar el 20 de novembre de 1974 a França.

## Recepció
Nuits rouges va rebre crítiques mixtes i fins i tot burlesques de la crítica francesa en el seu llançament. Nuits rouges es va publicar. en DVD al Regne Unit com a part de la sèrie Masters of Cinema d'Eureka juntament amb una altra pel·lícula de Georges Franju, Judex (1963) el 2008.